# Adversario (cómic)
El Adversario es un personaje ficticio, un supervillano demoníaco en el universo de Marvel Comics.

## Publicación
El Adversario apareció por primera vez en Uncanny X-Men #187-188 (noviembre-diciembre de 1984) y fue creado por Chris Claremont y John Romita, Jr..
El personaje aparece en Uncanny X-Men #220-227 (agosto de 1987-marzo de 1988), Wolverine #86 (octubre de 1994), y X-Factor #118-121 (enero-abril de 1996).

## Biografía
El Adversario es un demonio quién fue convocado por el miembro de X-Men Forja hacia varias décadas y desde entonces ha regresado para antagonizar a los X-Men y amenazar a todo el mundo.
Durante la Guerra de Vietnam, el mutante americano nativo conocido como Forge vio a su compañía ser asesinada por los vietnamitas del Norte. Forja aprovechó estar deprimido para invocar al Adversario para destruir los atacantes, pero luego volvió a sus sentidos y desterró al demonio. 
Años después, el mentor de Froje, Nazé fue asesinado y su forma y recuerdos fueron robados por un Dire Wraith, un parásito alienígena. El impostor Nazé convocó al Adversario, sólo para ser destruido por el demonio. El Adversario luego fue capaz de escapar la dimensión en la que estaba atado, capturando a Forje y su aliada, Tormenta de los X-Men, y encarcelándolos en otro mundo con Roma.
El Adversario luego viajó a Dallas, Texas, y se enfrentó con X-Men y Freedom Force durante la "Caída de los Mutantes". En última instancia, la única manera de desterrar permanentemente al Adversario era por nueve almas dispuestas a sacrificarse en un hechizo mágico. Los X-Men se pusieron de acuerdo, y Forje lanzó el hechizo. Los X-Men murieron, pero Roma en secreto regresó a la vida.
El Adversario luego regresó a la Tierra, al nacer físicamente en Tierra como el hijo del mutante Haven, pero fue nuevamente expulsado por Forje, quién al momento se encontraba afiliado con X-Factor.
Durante la historia de Fear Itself, Adversary asiste a la Defensa del Diablo para hablar sobre las acciones de la Serpiente en la Tierra.
El Adversario posee a Forge en Cable y X-Force - Volumen 4, pero está atrapado en una prisión mental dentro de la subconsciencia del Dr. Nemesis.

## Poderes y habilidades
El Adversario es un demonio poderoso del primer orden y posee poderes sobrenaturales. Es esencialmente invencible a cualquier cosa pero el más poderoso es la magia y el hierro. Tiene una fuerza sobrehumana y resistencia, que, siendo mágico en la naturaleza, tiene un alto potencial.
Puede entrar y dejar diferentes planos de existencia y dimensiones a voluntad y tiene poderes de deformación de realidad. También puede convocar a demonios y otras criaturas sobrenaturales.